# Charles-Célestin Maondé
L'abbé Charles-Célestin Maondé (né Joseph Moandé à Boma en 1867 et mort à Paris le 20 juin 1907) est le premier prêtre noir du vicariat apostolique de Loango au Congo-Brazzaville où il se dévouera quinze ans durant.

## Biographie
Charles-Célestin Maondé, fils de Dounzi et Mfoula Boma, sa mère, est né au sein d'une famille pauvre du peuple guerrier Nzombo. 
Après que son père ait succombé au poison d'épreuve (ordalie), il est devenu avec sa mère et son jeune frère, esclave de Goulivita, le chef du Village.
Goulivita, le prince du pays étant mort quelque temps après, et comme ses sujets n'avaient pas les moyens de subvenir aux frais des funérailles, on en profita pour le vendre (à l'âge de 12 ou 13 ans) à Tambo lequel l'a revendu à Kaleya qui est venu le vendre à Boma à un commerçant français, sur la rive gauche du fleuve Congo. Vers cette localité, arrivent toutes les caravanes de l'intérieur du Kongo apportant de l'ivoire, de l'huile de palme, des noix de coco, des arachides et de la gomme. Plusieurs de ces caravanes viennent par voie terrestre jusqu'à Nosouk, puis descendent en pirogue jusqu'à Boma. Avec les produits agricoles ils amènent aussi un grand nombre d'esclaves. pour les vendre en contrepartie de quelques étoffes et de plusieurs bouteilles d'eau-de-vie.
Avec le pécule obtenu, Kaleya s'est procuré la poudre et les autres objets nécessaires à l'enterrement du prince. 
C'est à Boma que le père Charles Duparquet, et les missionnaires spiritains, rachètent des enfants, moyennant fusil, étoffes et eau-de-vie, les délivrent de l'esclavage et pensent pouvoir les former à des tâches complémentaires de celles qu'ils demandent aux "enfants libres". Maondé est placé à l'école de la station de Landana. Il se familiarise très vite avec sa nouvelle vie et à la discipline de l'école.
C'est dans une lettre adressée par le Père Duparquet à Mgr Gaume, depuis Landana, le 7 novembre 1875, que l'on trouve la première mention du jeune Maondé. Il est cité dans un groupe de vingt enfants dont treize garçons et trois filles.
Le jeune Maondé est baptisé la veille de la Pentecôte, le 3 juin 1876, avec deux autres camarades. Il y reçoit les prénoms chrétiens de Charles Célestin, en souvenir du Père Charles Duparquet.  
En 1879 il fait son entrée dans la "section des latinistes." Il y rejoint Louis de Gourlet, jeune mulâtre avec qui le Père Duparquet avait inauguré, dès 1875, l'enseignement de la langue latine.  
En 1881, comme il exprimait le désir de devenir prêtre, on le fit entrer au séminaire, alors dirigé par le père Hippolyte Carrie.  

### Ministères

#### Loango
En mai 1886, le père Carrie devient vicaire apostolique du Congo français, avec résidence à Loango, mission qu'il a fondée trois ans auparavant. Quand, après son sacre à Paris, il est de retour au Congo, à la fin de l'année 1886, il a l'intention de transférer une partie du séminaire à Loango.
L'abbé Maondé suit son ancien directeur à Loango, tandis que Louis de Gourlet choisit de rester à la préfecture apostolique du Bas-Congo. Le 5 mars 1887, il reçoit la tonsure.
Charles Maondé reçoit les ordres mineurs et le sous-diaconat au cours de la même année 1890; le diaconat l'année suivante et le 17 décembre 1892, il reçoit l'onction sacerdotale, après une longue probation, de la main de Mgr Carrie, en même temps que Louis de Gourlet.
Après son sacerdoce, l'abbé Maondé CSSp. fut attaché à la résidence de Loango comme professeur au petit séminaire. Il remplissait également la charge de vicaire et était accompagné d'un petit domestique nommé Armand qui portait sur la tête un minuscule panier à provision.

#### Mayoumba
En 1896, le petit séminaire de Loango est provisoirement supprimé. Les élèves subissant l'influence du milieu, attirés par l'appât du gain, quittaient le séminaire pour le commerce ou l'industrie. Le 1er septembre 1897, le petit séminaire est installé à Mayoumba. Il ouvre avec 18 élèves. Le directeur est le père Laurent et l'abbé Maondé en est l'adjoint.
C'est à la station de Mayoumba qu'il passe la plus grande partie de sa vie sacerdotale, apportant au Père Garnier, dans la direction des écoles de catéchistes et dans l'évangélisation du pays, le concours le plus précieux.

« L'abbé Maondé a été au cours de sa carrière un intrépide semeur. On ne compte pas les villages qu'il a visités, les autochtones qu'il a catéchisés, les malades qu'il a soignés et consolés. Sur le registre des baptêmes, on relève près de 1 500 inscriptions portant sa signature, soit 1 500 congolais baptisés de sa propre main. À lui seul il entendait en confession les trois quarts des chrétiens de Mayoumba. Et ces succès - car c'en était - n'étaient dus qu'à sa piété, son zèle, son inlassable persévérance. »

— Témoignages du Père Paul Frankoual, 

### Décès
Le 1er juin 1907, l'abbé Maondé débarque à Marseille, afin de soigner un hydrocèle, une infirmité assez incommode. Admis à l'hôpital Saint-Joseph de Paris, il y est opéré avec succès le 10 juin. En pleine convalescence, il est pris d'une pneumonie qui l'emporte en trois jours. Il meurt le 20 juin 1907 à une heure du matin.
Les obsèques et l'enterrement de l'abbé Maondé eurent lieu à Chevilly.

## Traditions de servilité avec l'ancien royaume du Kongo
Jean-Baptiste Massensa et Charles Kambo, nés à la même époque, entre 1865 et 1866, deux autres latinistes ont été ordonnés prêtres par Mgr Carrie, le 18 décembre 1898. Ils faisaient partie d'un groupe de neuf enfants rachetés comme esclaves, arrivés à Landana en 1876 et originaires de la même région qui s'étend de Noki à San-Salvador. 
Atteints de la maladie du sommeil, tous deux moururent prématurément, la même année : l'abbé Massensa, à Mayoumba, le 22 avril 1902 ; l'abbé Kambo, à Loango, le 2 juillet 1902. 
Mgr Jean Derouet, vicaire apostolique de Loango de 1907 à 1914, successeur de Mgr Carrie, conféra le sacerdoce à l'abbé Pierre-Marie Ngouassa (±1880-1932), le 24 novembre 1910 et à l'abbé Raymond Mboko (±1880-1964), le 12 janvier 1913. Tous deux étaient d'origine fang : les vocations naissaient donc désormais dans le pays même, mettant fin à la période transitoire des séminaristes d'origine servile.